# 賽薩區
14°41′38″S 74°07′27″W / 14.69389°S 74.12417°W
賽薩區（西班牙語：Distrito de Saisa），是秘魯的一個區，位於該國中南部阿亞庫喬大區的盧卡納斯省，始建於1964年7月8日，面積585.4平方公里，海拔高度3,075米，2005年人口576，人口密度每平方公里1人。